# Seznam španskih hokejistov na travi
Seznam španskih hokejistov.

## A
- Pedro Amat

## B
- Oscar Barrena
- Sonia Barrio
- Javier Bruses

## C
- Francisco Caballer
- Juan Calzado
- María Carmen Barea
- Elena Carrión
- Miguel Chaves
- Ignacio Cobos
- Juan Coghen
- Mercedes Coghen
- Celia Correa

## D
- Juan Dinarés
- Natalia Dorado

## F
- Santi Freixa
- Francisco Fábregas

## G
- Nagore Gabellanes
- José Garcia
- Juantxo García-Mauriño
- Rafael Garralda
- Antonio González
- Marívi González

## H
- Bernardino Herrera

## L
- Begoña Larzabal

## M
- Anna Maiques
- Joaquín Malgosa
- Santiago Malgosa
- Silvia Manrique
- Elisabeth Maragall
- María Isabel Martínez
- Paulino Monsalve
- Teresa Motos

## O
- Nuria Olivé

## P
- Miguel de Paz
- Juan Pellón

## R
- Virginia Ramírez
- Carlos Roca
- María Ángeles Rodríguez

## T
- Maider Tellería

## U
- Elena Urkizu
- Pablo Usoz

## Z
- Jaime Zumalacárregui